# Sergio Daniel Sánchez
Sergio Daniel Sánchez (Mendoza, Argentina; 24 de enero de 1988) es un futbolista argentino. Juega como mediocampista central y su primer equipo fue Godoy Cruz de Mendoza. Actualmente milita en San Martín de Formosa del Torneo Federal A.

## Trayectoria
Brilló en Huracán Las Heras, en el Torneo del Interior 2009. En ese entonces, Sergio Scivoletto lo utilizó como centrodelantero, y Cepillo la rompió. Se transformó en la referencia del equipo y anotó una gran cantidad de goles. Luego, en Municipal Godoy Cruz, Manuel Villalobos lo puso, en la que dice Sánchez, es su posición en la cancha: como volante por derecha. Sergio también marcó la diferencia y se ganó su primer contrato en Godoy Cruz.

## Clubes
| Club                   | País      | Año       |
| ---------------------- | --------- | --------- |
| Huracán Las Heras      | Argentina | 2009      |
| Godoy Cruz de Mendoza  | Argentina | 2009-2013 |
| Defensa y Justicia     | Argentina | 2013-2014 |
| Deportivo Maipú        | Argentina | 2014      |
| Brown de Puerto Madryn | Argentina | 2015-2017 |
| Ferro                  | Argentina | 2017-2018 |
| Deportivo Maipú        | Argentina | 2018-2019 |
| Olimpo de Bahía Blanca | Argentina | 2019      |
| San Martín de Formosa  | Argentina | 2020-Act. |

### Estadísticas
Actualizado al 30 de abril de 2018
| Godoy Cruz Argentina |                     |                     |     |   |   |   |   |   |   |   |    |     |   |   |
| 1.ª | 2009-10             | 11                  | 0   | 0 | 0 | 0 | 0 | 0 | 0 | 0 | 11 | 0   | 0 |   |
| 1.ª | 2010-11             | 2                   | 0   | 0 | 0 | 0 | 0 | 0 | 0 | 0 | 2  | 0   | 0 |   |
| 1.ª | 2011-12             | 5                   | 1   | 0 | 1 | 0 | 0 | 1 | 0 | 0 | 6  | 1   | 0 |   |
| 1.ª | 2012-13             | 4                   | 0   | 0 | 3 | 0 | 0 | 0 | 0 | 0 | 7  | 0   | 0 |   |
| Total | Total               | 22                  | 1   | 0 | 4 | 0 | 0 | 1 | 0 | 0 | 27 | 1   | 0 |   |
| Defensa y Justicia Argentina |                     |                     |     |   |   |   |   |   |   |   |    |     |   |   |
| 2.ª | 2013-14             | 1                   | 0   | 0 | 1 | 0 | 0 | — | — | — | 2  | 0   | 0 |   |
| Total | Total               | 1                   | 0   | 0 | 1 | 0 | 0 | 0 | 0 | 0 | 2  | 0   | 0 |   |
| Deportivo Maipú Argentina |                     |                     |     |   |   |   |   |   |   |   |    |     |   |   |
| 3.ª | 2014                | 13                  | 0   | 0 | 0 | 0 | 0 | — | — | — | 13 | 0   | 0 |   |
| Total | Total               | 13                  | 0   | 0 | 0 | 0 | 0 | 0 | 0 | 0 | 13 | 0   | 0 |   |
| Guillermo Brown Argentina |                     |                     |     |   |   |   |   |   |   |   |    |     |   |   |
| 2.ª | 2015                | 26                  | 2   | 0 | 0 | 0 | 0 | — | — | — | 26 | 2   | 0 |   |
| 2.ª | 2016                | 18                  | 3   | 0 | 0 | 0 | 0 | — | — | — | 18 | 3   | 0 |   |
| 2.ª | 2016-17             | 40                  | 0   | 0 | 0 | 0 | 0 | — | — | — | 40 | 0   | 0 |   |
| Total | Total               | 84                  | 5   | 0 | 0 | 0 | 0 | 0 | 0 | 0 | 84 | 5   | 0 |   |
| Ferro Argentina |                     |                     |     |   |   |   |   |   |   |   |    |     |   |   |
| 2.ª | 2017-18             | 21                  | 0   | 0 | 0 | 0 | 0 | — | — | — | 21 | 0   | 0 |   |
| Total | Total               | 21                  | 0   | 0 | 0 | 0 | 0 | 0 | 0 | 0 | 21 | 0   | 0 |   |
| Total en su carrera | Total en su carrera | Total en su carrera | 141 | 6 | 0 | 5 | 0 | 0 | 1 | 0 | 0  | 147 | 6 | 0 |
| (1) La copa nacional se refiere a la Copa Argentina y Supercopa Argentina . (2) La copa internacional se refiere a la Copa Sudamericana, Recopa Sudamericana, Copa Libertadores y Copa Suruga Bank. (3) Promedio de goles recibidos por partidos no incluye goles recibidos en partidos amistosos. |                     |                     |     |   |   |   |   |   |   |   |    |     |   |   |